# Karl Wilhelm Borchardt

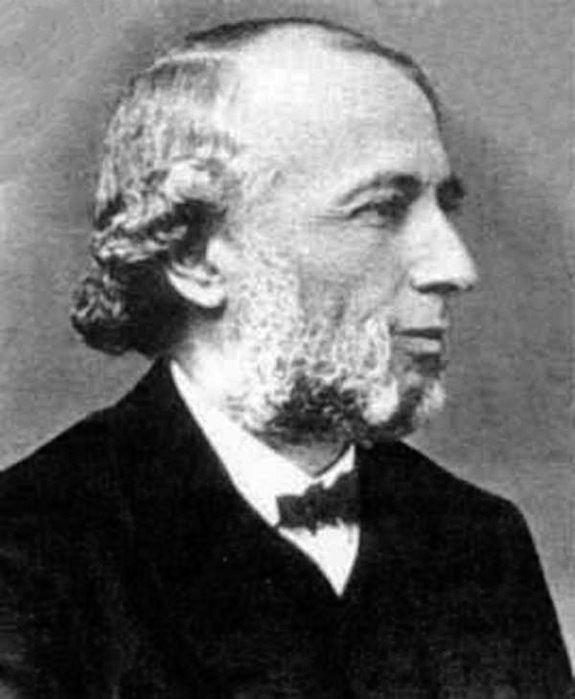
Karl Wilhelm Borchardt

Karl Wilhelm Borchardt (* 22. Februar 1817 in Berlin; † 27. Juni 1880 in Rüdersdorf bei Berlin) war ein deutscher Mathematiker.

## Leben
Er entstammte einer jüdischen Familie aus Berlin. Borchardt studierte seit 1836 in Berlin bei Peter Gustav Lejeune Dirichlet Mathematik und siedelte 1839 nach Königsberg, um bei Friedrich Wilhelm Bessel, Franz Ernst Neumann und vor allem Carl Gustav Jacob Jacobi zu studieren. In seiner Doktorarbeit behandelte er nichtlineare Differentialgleichungen.
Mit Jacobi ging er 1843/1844 nach Italien und war anschließend mehrere Jahre mit selbstständigen mathematischen Untersuchungen in Berlin beschäftigt. Im Winter 1846/1847 verlebte er in Paris und habilitierte sich 1848 an der Friedrich-Wilhelms Universität Berlin. 1856 wurde er ordentliches Mitglied der Akademie der Wissenschaften zu Berlin und übernahm dann die Fortführung von Crelles Journal für die reine und angewandte Mathematik. 1865 heiratete Borchardt Rosa Oppenheim (1843–1927), Tochter des Landwirts und Besitzer des Ritterguts Rüdersdorf Adolph Oppenheim, aus der Familie Oppenheim. Er war auswärtiges Mitglied der Bayerischen Akademie der Wissenschaften und der der Göttinger Akademie der Wissenschaften (seit 1864). 1876 wurde er korrespondierendes Mitglied der Académie des sciences und 1879 der Russischen Akademie der Wissenschaften in St. Petersburg.

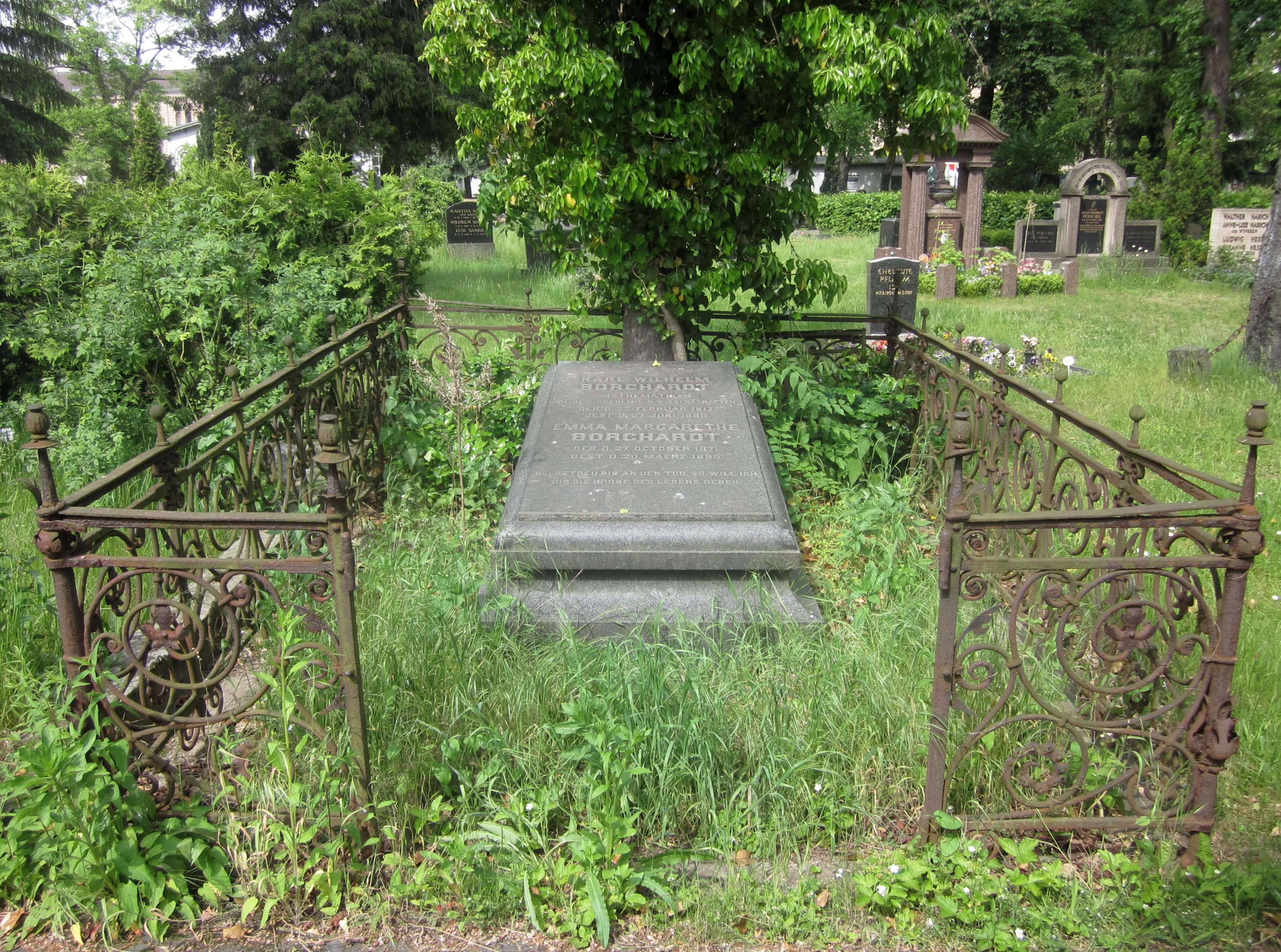
Grab von Karl Wilhelm Borchardt in Berlin-Kreuzberg

Karl Wilhelm Borchardt starb 1880 im Alter von 63 Jahren in Rüdersdorf bei Berlin. Beigesetzt wurde er auf dem Berliner Friedhof III der Jerusalems- und Neuen Kirche vor dem Halleschen Tor. Die Gittergrabanlage mit Scheinsarkophag ist erhalten.
Borchardt begann mit der Herausgabe der Werke seines Lehrers Jacobi, deren erster Band nach seinem Tod 1881 erschien. Die Herausgabe wurde von Karl Weierstraß fortgesetzt.

## Veröffentlichungen
- Neue Eigenschaft der Gleichung, mit deren Hülfe man die seculären Störungen der Planeten bestimmt. In: Journal für die reine und angewandte Mathematik. Band 30, Nr. 1, 1846, S. 38–45.
- Sur la quadrature définie des surfaces courbes. In: Journal de Mathématiques Pures et Appliquées. Band 19, 1854, S. 369–394.
- Untersuchungen über die Theorie der symmetrischen Funktionen. In: Bericht über die zur Bekanntmachung geeigneten Verhandlungen der Königl. Preuss. Akademie der Wissenschaften zu Berlin. 1855, ZDB-ID 212335-6, S. 165–171.